# LINK (Geldautomatennetz)
LINK ist ein von 37 Instituten getragener Verbund von Geldautomaten im Vereinigten Königreich, der mit Stand Ende 2015 70.600 Geldautomaten umfasst (darunter 52.800, die kein direktes Kundenentgelt erheben). Beinahe alle Automaten in Großbritannien sind an das LINK-Netz angeschlossen.
2013 wurden mehr als 2 Milliarden Barabhebungen und mehr als 1 Milliarde anderer Transaktionen (u. a. PIN-Änderung, Kontostandabfragen, Mobilfunk-Guthabenaufladungen und Spenden) im LINK-Netz getätigt.
Abhebungen an britischen Automaten mit britischen Bankkarten, die nicht an Automaten der ausstellenden Bank stattfinden, werden über das LINK-Netz durchgeführt. Die Chipkarten sind hierzu mit einer eigenen EMV-Anwendung von LINK ausgestattet, welche mit Anwendungen wie Visa (Debit), (Debit) Mastercard oder UnionPay koexistieren kann.

## Geschichte
LINK entstand 1986 als Geldautomatenverbund von kleineren Banken und Bausparkassen in Großbritannien.
1989 wurde der konkurrierende Geldautomatenverbund Matrix durch LINK übernommen.
Anfang der 2000er-Jahre traten schließlich auch die Großbanken Barclays und HSBC dem Verbund bei und beendeten die Erhebung von Fremdautomatengebühren. Die Automaten fast aller Geschäftsbanken sind inzwischen für Abhebungen im LINK-Verbund kostenfrei nutzbar.

## Automatengebühren
Eine Abhebung im LINK-Netz darf nur entweder vom Aussteller der Karte (Issuer fee) oder vom Automatenbetreiber (Surcharge) mit einer Gebühr belastet werden. Automatenbetreiber, die direkte Kundenentgelte erheben, müssen dies deutlich kennzeichnen und den Nutzer vor der Abhebung informieren. Bei Erhebung eines direkten Kundenentgelts fällt kein Interbankenentgelt zugunsten des Automatenbetreibers an.

## Finanzielle Inklusion
Ein wichtiger Arbeitsschwerpunkt von LINK ist die finanzielle Inklusion von wirtschaftsschwächeren Bürgern.
Da mehr als sieben Millionen der britischen Verbraucher beinahe ausschließlich bar zahlen, arbeiten LINK und die Mitglieder des Netzes daran, kostenlos nutzbare Geldautomaten in Gebieten einzuführen, in denen kostenlose Barabhebungen bisher nur eingeschränkt verfügbar sind. Ein weiterer Arbeitsschwerpunkt ist die Bereitstellung von Automaten, welche Geldscheine mit kleinen Summen (insbesondere 5-GBP-Noten) zur Abhebung bereitstellen, da viele Verbraucher ihre Ausgaben mit geringwertigen Geldscheinen besser kontrollieren können.